# منية الأشراف
قرية منية الاشراف هي إحدى القرى التابعة لمركز فوه في محافظة كفر الشيخ في جمهورية مصر العربية. حسب إحصاءات سنة 2006، بلغ إجمالي السكان في منية الاشراف 6279 نسمة، منهم 3211 رجل و3068 امرأة.

## التاريخ
قرية منية الأشراف من القرى القديمة، حيث وردت باسم «منية الأشراف» في أعمال الغربية ضمن قرى الروك الصلاحي التي أحصاها ابن مماتي في كتاب قوانين الدواوين، كما وردت باسم «منية الأشراف» في أعمال الغربية ضمن قرى الروك الناصري التي أحصاها ابن الجيعان في كتاب «التحفة السنية بأسماء البلاد المصرية». وفي العصر العثماني وردت باسم «منية الأشراف» في التربيع العثماني الذي أجراه الوالي العثماني سليمان باشا الخادم في عصر السلطان العثماني سليمان القانوني ضمن قرى ولاية الغربية، وفي تاريخ 1228هـ/1813م الذي عدّ قرى مصر بعد المسح الذي قام به محمد علي باشا باسم «منية الأشراف» ضمن قرى مديرية الغربية.